# Podoce de Pleske
Podoces pleskei
Espèce
Statut de conservation UICN

 LC  : Préoccupation mineure
Le Podoce de Pleske (Podoces pleskei) est une espèce de passereau de la famille des Corvidae.
Son nom commémore l'ornithologue russe Theodor Pleske (1858-1932).